# الإمبراطورية الروسية في الألعاب الأولمبية
قالب:Infobox Olympics Russian Empire
الإمبراطورية الروسية في الألعاب الأولمبية شاركت الإمبراطورية الروسية في الألعاب الأولمبية 3 مرات في 1900 و 1908 و 1912 وتمكنت الفريق من الفوز ب8 ميداليات، منها 1 ذهبية و4 فضية و3 برونزية.